# مقصدهای پروازی ویولینگ
مقصدهای پروازی ویولینگ به شرح زیر است:

## آفریقا
الجزایر
- الجزیره - فرودگاه هواری بومدین
- قسطنطنیه، الجزایر - فرودگاه بین‌المللی محمد بوضیاف
- وهران، الجزایر - فرودگاه اس سینیا وهران

کیپ ورد
- سال، کیپ ورد - فرودگاه بین‌المللی امیلکر کبرل

گامبیا
- بانجول - فرودگاه بین‌المللی بانجول

غنا
- آکرا - فرودگاه بین‌المللی کوتوکا

مراکش
- کازابلانکا - فرودگاه بین‌المللی محمد پنجم
- فاس - فرودگاه فس-سایس
- مراکش - فرودگاه مراکش-منارا
- ناظور - فرودگاه بین‌المللی ناظور
- طنجه - فرودگاه ابن بطوطه طنجه

سنگال
- داکار - فرودگاه بین‌المللی لئوپولد سدار سنگور

تونس
- جربه - فرودگاه بین‌المللی دیربا–زارزیس
- تونس - فرودگاه بین‌المللی تونس قرطاج

## آسیا
ارمنستان
- ایروان - فرودگاه بین‌المللی زوارتنوتس فصلی

اسرائیل
- تل‌آویو - فرودگاه بین‌المللی بن گوریون

لبنان
- بیروت - فرودگاه بین‌المللی رفیق حریری بیروت فصلی[۲]

## اروپا
اتریش
- وین - فرودگاه بین‌المللی وین

بلاروس
- مینسک - فرودگاه بین‌المللی مینسک فصلی

بلژیک
- بروکسل - فرودگاه بروکسل پایگاه عملیاتی

بلغارستان
- صوفیه - فرودگاه صوفیه فصلی

کرواسی
- دوبروونیک - فرودگاه دوبروونیک فصلی
- اسپلیت - فرودگاه اسپلیت فصلی
- زادار - فرودگاه زادر فصلی
- زاگرب - فرودگاه زاگرب فصلی
- پولا - فرودگاه پولا

قبرس
- لارناکا - فرودگاه بین‌المللی لارناکا فصلی

جمهوری چک
- پراگ - فرودگاه پراگ رازیون

دانمارک
- آلبورگ - فرودگاه آلبورگ فصلی
- کپنهاگ - فرودگاه کپنهاگ

استونی
- تالین - فرودگاه لنارت مری تالین فصلی

فنلاند
- هلسینکی - فرودگاه هلسینکی

فرانسه
- باستیا - فرودگاه باستیا – پورتا فصلی
- بوردو - فرودگاه بوردو–مریگناک
- برست - فرودگاه برست برتانی فصلی
- لیل - فرودگاه لیل
- لیون - فرودگاه لیون-سینت اگزوپری
- مارسی - فرودگاه مارسی پروانس
- نانت - فرودگاه نانت آتلانتیک
- نیس - فرودگاه نیس کوت دازور
- پاریس
  - فرودگاه شارل دوگل پاریس پایگاه عملیاتی (از مه ۲۰۱۶ میلادی)[۳]
  - فرودگاه اورلی پایگاه عملیاتی
- رن - فرودگاه رن - سن-ژاک فصلی
- تولوز - فرودگاه تولوز-بلانیاک

آلمان
- برلین - فرودگاه برلین تگل
- دورتموند - فرودگاه دورتموند
- درسدن - فرودگاه درسدن
- دوسلدورف - فرودگاه بین‌المللی دوسلدورف
- فرانکفورت - فرودگاه بین‌المللی فرانکفورت
- هامبورگ - فرودگاه هامبورگ
- هانوفر - فرودگاه هانوفر
- لایپتسیگ - فرودگاه لایپزیگ/هال
- مونیخ - فرودگاه مونیخ
- نورنبرگ - فرودگاه نورنبرگ
- اشتوتگارت - فرودگاه اشتوتگارت

یونان
- آتن - فرودگاه بین‌المللی آتن
- سفالونیا - فرودگاه بین‌المللی سفلوونیا
- کورفو - فرودگاه بین‌المللی کورفو فصلی
- کرت - فرودگاه بین‌المللی هراکلین فصلی
- کالاماتا - فرودگاه بین‌المللی کالاماتا  فصلی (آغاز از ۲۴ ژوئن ۲۰۱۶)
- Karpathos - فرودگاه ملی جزیره کارپتاس
- جزیره کس - فرودگاه بین‌المللی جزیره کوس فصلی
- لیمنوس - فرودگاه بین‌المللی لمنز
- میکونوس - فرودگاه ملی جزیره میکناس فصلی
- موتیلنه - فرودگاه بین‌المللی موتیلنه
- رودس - فرودگاه بین‌المللی رود فصلی
- سانتورینی - فرودگاه ملی سادورینی فصلی
- سالونیک - فرودگاه بین‌المللی سالونیک فصلی

مجارستان
- بوداپست - فرودگاه بین‌المللی بوداپست فرنک لیست فصلی

جزیره ایرلند
- دوبلین - فرودگاه دوبلین

ایسلند
- ریکیاویک - فرودگاه بین‌المللی کفلاویک فصلی

ایتالیا
- آنکونا - فرودگاه آنکونا فصلی
- باری - فرودگاه باری
- بولونیا - فرودگاه بلوونی گوگلیلمو مارکونی
- بریندیزی - فرودگاه بریندیسی
- کالیاری - فرودگاه کگلیاری-الماس فصلی
- کاتانیا - فرودگاه کاتانیا-فونتاناروسا
- فلورانس - فرودگاه پره‌تولا پایگاه عملیاتی
- جنوا - فرودگاه کریستف کلمب جنوا فصلی
- لامپدوسا - فرودگاه لمپیدوسا فصلی
- میلان - فرودگاه میلانو مالپنسا
- ناپل - فرودگاه ناپل
- البیا - فرودگاه اولبیا - کاستا اسمرالدا فصلی
- پالرمو - فرودگاه پالرمو
- پیزا - فرودگاه گالیله
- رم - فرودگاه لئوناردو داوینچی-فیومیچینو قطب
- تریسته - فرودگاه فریولی ونتزیا جولیا فصلی
- تورین - فرودگاه تورین کاسله
- ونیز - فرودگاه ونیز مارکو پولو
- ورونا - فرودگاه ورونا فصلی

لتونی
- ریگا - فرودگاه بین‌المللی ریگا فصلی (آغاز از ۲۴ ژوئن ۲۰۱۶)[۴]

لیتوانی
- ویلنیوس - فرودگاه بین‌المللی ویلنیوس فصلی (آغاز از ۲۸ ژوئن ۲۰۱۶)[۴]

لوکزامبورگ
- لوکزامبورگ - فرودگاه لوگزامبورگ - فیندل

مالت
- لاکا - فرودگاه بین‌المللی مالت فصلی

هلند
- آمستردام - فرودگاه اسخیپول آمستردام پایگاه عملیاتی
- روتردام - فرودگاه روتردام دی‌هیگ
- آیندهوون - فرودگاه آیندهوون (آغاز از ۲۹ آوریل ۲۰۱۶)

نروژ
- برگن - فرودگاه فلسلند برگن فصلی
- اسلو - فرودگاه گاردرموئن اسلو فصلی
- استاوانگر - فرودگاه سولا استاوانگر فصلی

لهستان
- کراکوف - فرودگاه بین‌المللی جان پل دوم کراکوف-بالیس فصلی
- ورشو - فرودگاه شوپن ورشو

پرتغال
- فارو - فرودگاه فارو
- فونچال - فرودگاه مادیرا
- لیسبون - فرودگاه لیسبون پورتلا
- پورتو - فرودگاه فرنسیسکو جسا کارنئیرو

رومانی
- بخارست - فرودگاه بین‌المللی هنری کواندا فصلی
- کلوژ-نپوکا - فرودگاه بین‌المللی کلوژ-نپوکا فصلی

روسیه
- کالینینگراد - فرودگاه خرابوروفو فصلی
- قازان - فرودگاه بین‌المللی قازان فصلی
- کراسنودار - فرودگاه پاشکوفسکی[۵] فصلی
- مسکو
  - فرودگاه بین‌المللی دوموده‌دوو
  - فرودگاه بین‌المللی شرمتیوو
- سن پترزبورگ - فرودگاه پالکوو
- سامارا - فرودگاه بین‌المللی کورومچ[۵] فصلی

صربستان
- بلگراد - فرودگاه بلگراد نیکولا تسلا فصلی

اسپانیا
- لاکرونیا - فرودگاه لاکرونیا پایگاه عملیاتی
- آلیکانته - فرودگاه آلیکانته-الچه پایگاه عملیاتی
- آلمریا - فرودگاه آلمریا
- آستوریاس - فرودگاه آستوریاس
- بارسلون - فرودگاه بارسلونا-ال پرات قطب
- بیلبائو - فرودگاه بیلبائو پایگاه عملیاتی
- فوئرته‌ونتورا - فرودگاه فوئرته‌ونتورا
- گرانادا - فرودگاه فدریکو گارسیا لورکا
- ایبیزا، اسپانیا - فرودگاه ایبیزا پایگاه عملیاتی فصلی
- خرز ده لا فرونترا - فرودگاه خرز
- لانزاروته - فرودگاه لانزاروته
- La Palma - فرودگاه لا پالما فصلی
- گران کاناریا - فرودگاه گرن کناریا
- مادرید - فرودگاه مادرید-باراخاس پایگاه عملیاتی
- مایورکا - فرودگاه پالما د مایورکا پایگاه عملیاتی
- مالاگا - فرودگاه مالاگا پایگاه عملیاتی
- مینورکا - فرودگاه منورکا
- پامپلونا - فرودگاه پامپلونا
- سن سباستین - فرودگاه سان سباستین
- سانتاندر - فرودگاه سانتاندر
- سانتیاگو د کمپوستلا - فرودگاه سانتیاگو د کمپوستلا
- سویا - فرودگاه سن پابلو پایگاه عملیاتی
- تنریف - فرودگاه تنریف شمالی
- تنریف - فرودگاه تنریف جنوبی
- والنسیا - فرودگاه والنسیا پایگاه عملیاتی
- وایادولید - فرودگاه والادولید
- بیگو - فرودگاه فیگو-پینادور
- ساراگوسا - فرودگاه ساراگوسا فصلی

سوئد
- یوتبری - فرودگاه گوتنبرگ-لاندوتر فصلی
- استکهلم - فرودگاه استکهلم-آرلاندا

سوئیس
- بازل - فرودگاه بازل-مولوز-فرایبورگ اروپا
- ژنو - فرودگاه بین‌المللی ژنو
- زوریخ - فرودگاه زوریخ

اوکراین
- کی‌یف - فرودگاه کیف ژولیانی فصلی

بریتانیا
- بلفاست - فرودگاه شهری جورج بست بلفاست فصلی
- بیرمنگام - فرودگاه بیرمنگام
- کاردیف - فرودگاه کاردیف
- ادینبرو - فرودگاه ادینبرو
- لیورپول - فرودگاه جان لنون لیورپول
- لندن
  - فرودگاه گاتویک
  - فرودگاه هیترو لندن
  - فرودگاه لوتن لندن[۶]
- منچستر - فرودگاه منچستر
- نیوکاسل - فرودگاه نیوکاسل فصلی